# Paso de la Mina 3.ª Sección
Paso de la Mina 3.ª Sección es una localidad del municipio de Huimanguillo ubicado en la subregión de la Chontalpa del estado mexicano de Tabasco.

## Geografía
La localidad de Paso de la Mina 3.ª Sección se sitúa en las coordenadas geográficas 17°57′59″N 93°39′38″O / 17.966389, -93.660556, a una elevación de 6 metros sobre el nivel del mar.

## Demografía
Según el Conteo de Población y Vivienda 2020, efectuado por el Instituto Nacional de Estadística y Geografía, la localidad de Paso de la Mina 3.ª Sección tiene 1,165 habitantes, de los cuales 590 son del sexo masculino y 575 del sexo femenino. Su tasa de fecundidad es de 2.66 hijos por mujer y tiene 311 viviendas particulares habitadas.
| Gráfica de evolución demográfica de Paso de la Mina 3.ª Sección entre 1980 y 2020 |
|                                                                                   |
| INEGI.                                                                            |